# Christine Nestler
Christine Nestler, geb. Söldner (* 27. September 1940 in Geyer) ist eine ehemalige Skilangläuferin aus der DDR.

## Karriere
Die aus der erzgebirgischen Bergstadt Geyer stammende Nestler kam im örtlichen Sportverein SSV Geyer mit dem Wintersport in Berührung, wurde dann aber zum SC Traktor Oberwiesenthal delegiert. Ab 1959 gehörte sie zur nationalen Elite im Skilanglauf der DDR. Ihren ersten nationalen Erfolg erreichte sie bei den DDR-Skimeisterschaften 1959 in Altenberg, wo sie gemeinsam mit Christa Göhler und Renate Borges der zweitplatzierten Staffel ihres Vereins angehörte. In den Folgejahren konnte sie immer vordere Platzierungen erzielen. In Klingenthal belegte sie 1960 vierten Platz über 10 Kilometer und wiederum den zweiten Platz mit der Staffel. Im Folgewinter pausierte sie wegen der Geburt der Tochter Ute (* 31. Dezember 1960). Nach der Rückkehr in die Loipe erreichte sie bei den nationalen Titelkämpfen 1962 in Schmiedefeld am Rennsteig zwei vierte Plätze auf den Einzeldistanzen und wiederum den Silberrang in der Staffel. Etwas erfolgreicher lief es im Folgejahr, als sie in Klingenthal drei Silbermedaillen gewann.
Bei den Olympischen Winterspielen 1964 in Innsbruck gehörte Nestler der gesamtdeutschen Mannschaft an. Bei zwei Einzelstarts in Seefeld in Tirol erreichte sie über fünf Kilometer mit zweieinhalb Minuten Rückstand auf Klawdija Bojarskich den 17. Platz, über 10 Kilometer mit reichlich drei Minuten Rückstand auf Bojarskich den 13. Platz. In der 3-mal-5-Kilometer-Staffel belegte sie gemeinsam mit Rita Czech-Blasel und Renate Borges den vierten Platz. Im Nachgang gewann sie bei den DDR-Skimeisterschaften in Oberhof den Titel über fünf Kilometer und zwei Silbermedaillen über zehn Kilometer und in der Staffel.
Im Folgejahr 1965 gewann sie in Johanngeorgenstadt beide Titel über die Einzelstrecken. 1966 konnte sie in Brotterode beide Titel verteidigen und gewann zusätzlich, gemeinsam mit Christine Zahn und Renate Köhler Staffelgold. Ähnlich erfolgreich verlief die DDR-Meisterschaft 1967 in Mühlleithen, wo sich Nestler jedoch mit acht Sekunden Rückstand auf Anna Unger mit dem Silberrang über zehn Kilometer begnügen musste. Bei den Olympischen Winterspielen 1968 in Grenoble startete die DDR erstmals mit einer eigenständigen Mannschaft. In den Wettkämpfen in Autrans erreichte sie über fünf Kilometer mit 38 Sekunden Rückstand auf Toini Gustafsson den zwölften und über zehn Kilometer mit knapp zweieinhalb Minuten Rückstand auf Gustafsson den neunten Platz. Hinzu kam ein sechster Platz in der Staffel, die sie gemeinsam mit Renate Köhler und Gudrun Schmidt lief. Bei ihren letzten DDR-Skimeisterschaften wurde sie in Oberhof zum Abschluss ihrer Karriere mit über zwei Minuten Rückstand auf Schmidt Siebente über 10 Kilometer und gewann gemeinsam mit Renate Köhler und Karin Scheidel ihr letztes Staffelgold.
Gemeinsam mit ihrem Ehemann Heinz Nestler trainierte sie anschließend in Oberwiesenthal die Langläufer, zu deren erfolgreichsten Vertretern Barbara Petzold, Petra Hinze und Ute Noack gehörten.
Ute Nestler ist eine Tochter, Andy Kühne ein Enkelsohn der Nestlers.